# Llista Robinson
Una llista Robinson és un tipus de llista d'exclusió on la gent que hi forma part han expressat voluntàriament que volen deixar de rebre publicitat. Aquesta publicitat pot ser per correu electrònic, correu postal, telèfon o fax. En cada cas, les dades de contacte s'emmagatzemaran en una llista negra. Tot i que precisament l'objectiu és deixar de rebre publicitat indesitjada o correu brossa, algunes fonts asseguren que en algunes circumstàncies pot fins i tot afavorir-la, com ara nivell electrònic.
En el cas de l'estat espanyol la llista Robinson és gestionada per l'Associació Espanyola d'Economia Digital. Va ser creada el 1993 per la Federació de Comerç Electrònic i Màrqueting Directe (FECEDM). L'any 2012 la llista Robinson a Espanya comptava ja amb més de 223.000 inscrits.

## Etimologia

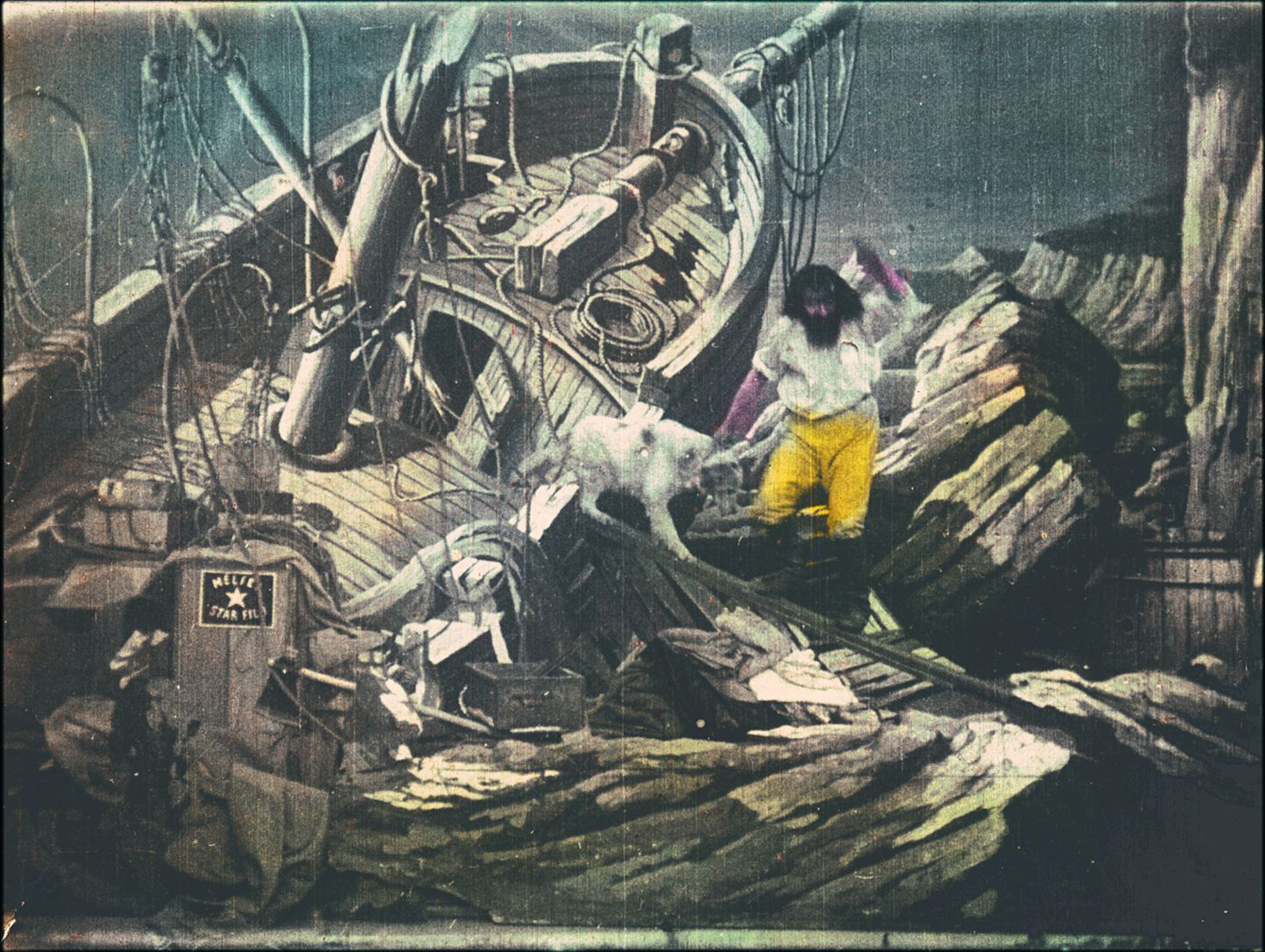
L'aïllament de Robinson Crusoe serveix de metàfora per a les llistes homònimes.

S'anomena llista Robinson a causa del protagonista de la novel·la homònima Robinson Crusoe, de l'autor Daniel Defoe. El fet que el principal personatge de l'obra estigui aïllat de la civilització després de naufragar en una illa deserta, serveix d'inspiració per a donar nom a una llista d'exclusió que filtra tot allò que arriba de l'exterior.

## Funcionament

### Procés
Simplement, s'ha d'entrar al lloc web de Listas Robinson i enregistrar-se. El primer pas consisteix a donar-se d'alta com a usuari del lloc web i el segon a aportar les dades personals. És obligatori facilitar número de telèfon, adreça postal i de correu electrònic als quals es vol limitar l'arribada de publicitat.

### Vies
Les vies per a enregistrar-se varien en funció de certes característiques de la persona a la qual es vol inscriure.
1. L'usuari és menor de 14 anys.
2. L'usuari és major de 14 anys.
3. La persona a la qual es vol inscriure

## Marc legal
Les llistes Robinson a l'Estat espanyol se situen dintre d'un marc legal conformat per diverses lleis que permeten el seu funcionament de forma lícita.
1. Directiva 95/46/CE del Parlament Europeu.
2. Ley Orgánica 15/1999, de 13 de desembre, de protecció de dades de caràcter personal.
3. Reial Decret 1720/2007, de 21 de desembre.

## Controvèrsia
Tot i que les llistes Robinson tenen l'objectiu d'impedir la recepció de publicitat no desitjada, diverses fonts han assenyalat la seva inutilitat per aquesta comesa i inclús l'assenyalen com a responsables de crear l'efecte contrari.
Així doncs, suposadament diverses empreses comprarien directament les dades d'aquells usuaris que s'hagin inscrit en les llistes Robinson.